# Colpocaccus posticatus
Colpocaccus posticatus är en skalbaggsart som beskrevs av Sharp 1903. Colpocaccus posticatus ingår i släktet Colpocaccus och familjen jordlöpare. Inga underarter finns listade i Catalogue of Life.